# Clinobiantes paradoxus
Clinobiantes paradoxus – gatunek kosarza z podrzędu Laniatores i rodziny Biantidae. Jedyny znany przedstawiciel monotypowego rodzaju Clinobiantes.

## Występowanie
Gatunek został wykazany z Kamerunu.